# عائشة حجي علمي
عائشة حجي إلمي (1962-) هي ناشطة صومالية في السلام وحقوق المرأة وعضو في البرلمان الوطني الصومالي لها ظهور عالمي وقد حازت على جائزة «رايت لايفلي هود» (بالإنجليزية: Right Livelihood Award)‏. أو ما تعرف («جائزة نوبل البديلة»)في عام 2008.
قامت بتأسيس حركة «القبيلة السادسة» تعبيرا عن المرأة حينما أقصيت النساء عن تمثيل أنفسهم في محادثات السلام الصومالية وانحصر التمثيل على خمس قبائل صومالية كبرى.
أسست أيضا جمعية «أنقذوا أطفال ونساء الصومال» (SSWC) في عام 1992 أبان بدايات الحرب الأهلية في الصومال.
لها شهرة وصدى عالمي في محاربة ختان الإناث في جمهورية الصومال ومنطقة القرن الأفريقي، لها مبادرات عدة وألقت خطابات في عدة جامعات وكليات ومعاهد عن الظروف الإنسانية والسياسية في الصومال.

## روابط خارجية
- عائشة حجي علمي على موقع مونزينجر (الألمانية)